# پردراگ اوتسوکولیچ
پردراگ اوتسوکولیچ (صربی: Predrag Ocokoljić؛ زادهٔ ۲۹ ژوئیهٔ ۱۹۷۷) بازیکن فوتبال اهل صربستان بود.
از باشگاه‌هایی که در آن بازی کرده‌است می‌توان به باشگاه فوتبال اتنیکوس اچنا، باشگاه ورزشی لیماسول، باشگاه فوتبال تولوز، باشگاه فوتبال آنورتوسیس فاماگوستا، باشگاه فوتبال شاختار دونتسک، باشگاه فوتبال رادنیشکی نیش، و باشگاه فوتبال راد اشاره کرد.
وی همچنین در تیم‌های ملی فوتبال زیر ۲۱ سال صربستان و صربستان و مونته‌نگرو بازی کرده‌است.